# Abbé (jezero)
Abbé (amharsky Abhe Bid Hajk, francouzsky Lac Abbe) je bezodtoké slané jezero ve východní Africe.
Nachází se na hranicích Etiopie a Džibutska v Danakilské proláklině. Jeho přítokem je řeka Awaš, jezero nemá přirozený odtok.